# تارغة (تزكان)
تارغة هي إحدى مشيخات المملكة المغربية، تتبع جغرافيا لإقليم شفشاون وإداريًا لتزكان. يقدر عدد سكانها بـ 2152 نسمة حسب الإحصاء الرسمي للسكان والسكنى لسنة 2004.